# Staré Místo
Staré Místo település Csehországban, a Jičíni járásban. Staré Místo Podhradí, Kostelec, Veliš, Vitiněves, Jičín, Nemyčeves és Jičíněves településekkel határos. Lakosainak száma 311 fő (2024. január 1.).

## Népesség
A település lakosságának változását az alábbi diagram mutatja:
| Lakosok száma | 318  | 347  | 320  | 188  | 253  | 305  | 317  | 314  | 305  | 311  |
|               | 1869 | 1900 | 1921 | 1961 | 1980 | 2011 | 2016 | 2019 | 2021 | 2024 |